# Le Fresne-sur-Loire
Le Fresne-sur-Loire là một xã thuộc tỉnh Loire-Atlantique, trong vùng Pays de la Loire ở phía tây nước Pháp. Xã này nằm ở khu vực có độ cao từ 7-61 mét trên mực nước biển. Theo điều tra dân số năm 2006 của INSEE, xã có dân số 795 người. Xã này có cự ly khoảng 25 km về phía tây Angers, và khoảng 50 km về phía đông Nantes.